# مارک نورماند
مارک نرماند (انگلیسی: Mark Normand؛ زادهٔ ۱۸ سپتامبر ۱۹۸۳) استندآپ کمدین و بازیگر اهل ایالات متحده آمریکا است. او اجرای استندآپ خود را در زادگاهش نیواورلئان در سال ۲۰۰۶ آغاز کرد. او در سراسر ایالات متحده و خارج از کشور اجرا داشته‌است و در برنامه‌های کونان, برنامه امشب با اجرای جیمی فلن و د لیت شو ویت استیون کلبر حضور پیدا کرده‌است.
نرماند از سال ۲۰۱۳ تاکنون مجری پادکست هفتگی پنجشنبه‌ها با داستان‌ها به همراه کمدین جو لیست بوده‌است. او همچنین مجری پادکست هفتگی ما شاید مست باشیم در کنار کمدین سم موری است.